# 홍건표 (축구인)
홍건표(?~)는 1960년대 대한민국 축구 국가대표팀 감독을 역임한 축구인이다. 1965년 메르데카 대회 출전시 대표팀 감독을 역임했다.